# Mặc Môn giáo

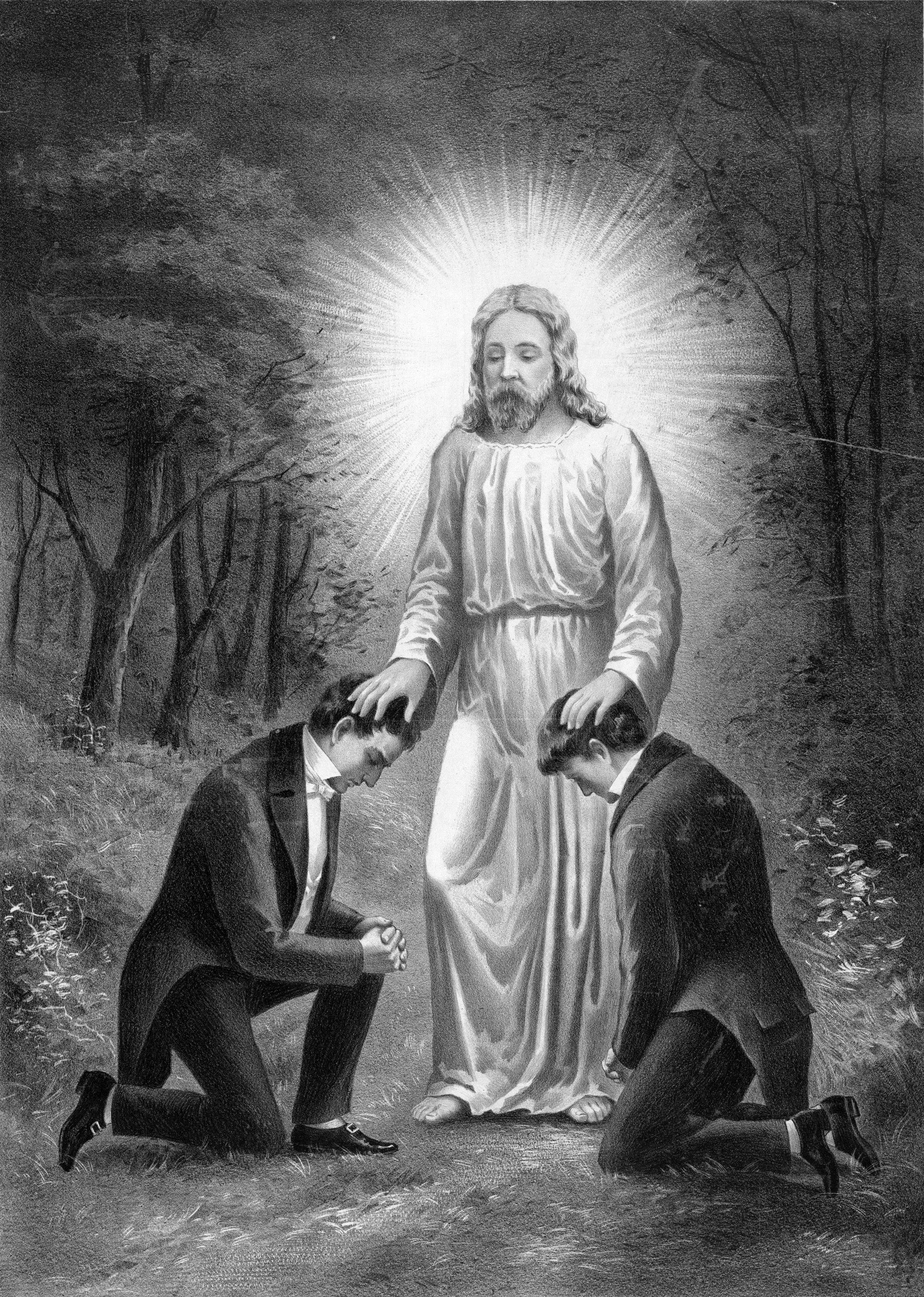
Tranh vẽ của Mặc Môn giáo mô tả sự kiện mặc khải với sự hiển linh của Cha Thiên thượng

Mặc Môn giáo (Mormonism) hay đạo Mặc Môn là giáo thuyết và truyền thống tôn giáo, thần học thuộc phong trào Thánh hữu Ngày sau của những người theo chủ nghĩa Phục hồi Cơ Đốc giáo được bắt đầu từ Joseph Smith ở Tây New York vào những năm 1820 và 1830. Mặc Môn giáo đã được áp dụng chỉ về các khía cạnh khác nhau của phong trào Thánh hữu Ngày sau, mặc dù gần đây đã có sự thúc đẩy từ Giáo hội các Thánh hữu Ngày sau của Chúa Giêsu Kytô (Giáo hội LDS hay Giáo hội Mặc Môn). Một nhà sử học là Sydney E. Ahlstrom đã viết vào năm 1982: "Người ta thậm chí không thể chắc chắn liệu Đạo Mặc Môn là một giáo phái, tà giáo, một giáo phái bí ẩn, một tôn giáo mới, một giáo hội, một dân tộc, một quốc gia hay một Tiểu văn hóa Mỹ; quả thực, ở những thời điểm và địa điểm khác nhau, tất cả đều là như vậy". Một đặc điểm nổi bật của thần học Mặc Môn là sách Mặc Môn (một toàn tập các cuốn thánh thư thiên ký thuật) được mô tả như một biên niên sử về Người bản địa ở Châu Mỹ (với tộc người bản địa gồm người Gia Rết, người La Man và người Nê Phi) và cái cách mà họ ứng xử với Chúa.

## Hình thành

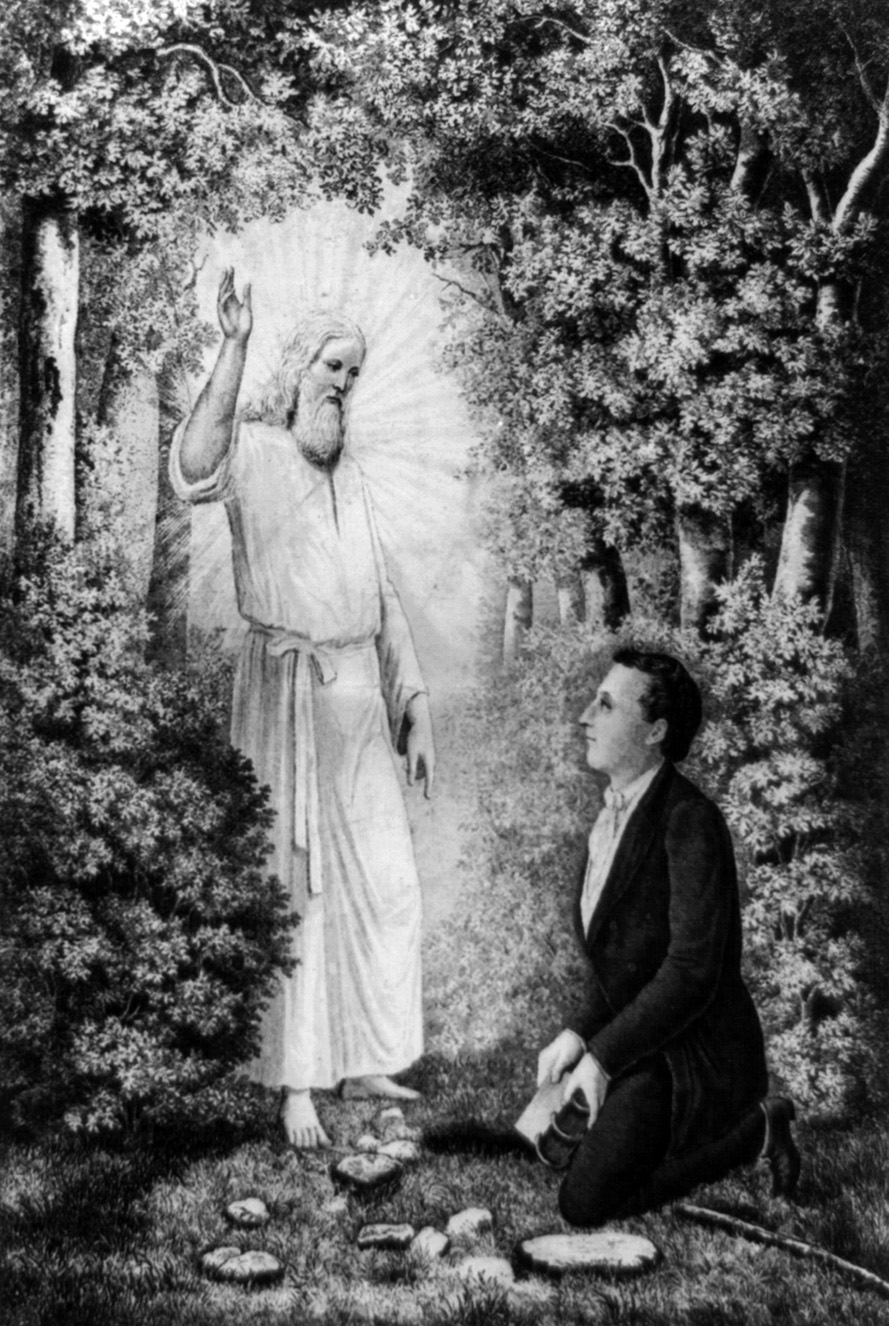
Cảnh Joseph Smith đón nhận cuốn sách vàng từ sự mặc khải của Cha Thiên thượng

Mặc Môn giáo được thành lập vào ngày 6 tháng 4 năm 1830 tại thị trấn Fayette thuộc hạt Seneca, bang New York, Mỹ. Người sáng lập Giáo hội này là Giáo chủ Joseph Smith, người về sau được các tín hữu trong Giáo hội xem như một vị tiên tri. Năm 1823, Joseph Smith tuyên bố rằng ông đã được gặp một thiên thần tên là Moroni và được thiên thần tiết lộ về một văn bản cổ đã bị thất lạc suốt 1.500 năm. Vì cuốn sách viết bằng chữ tượng hình (chữ Ai Cập cải cách) nên Smith không đọc được. Sau đó, Chúa cho ông ta một cặp kính để ông ta đọc được quyển sách này. Joseph Smith phải bỏ ra sáu năm để dịch cuốn sách sang tiếng Anh cho vợ và các kinh sư khác chép lại.
Đến năm 1830, sách Mặc Môn một trong những sách thánh của Giáo hội Mặc Môn đã được xuất bản. Đây cũng là năm mà Smith trong một cuộc họp với một nhóm nhỏ các tín đồ đã chính thức thành lập Giáo hội Mặc Môn, còn cuốn sách gốc đã được Thiên thần Moroni quay lại lấy nên không ai khác nhìn thấy được. Giáo thuyết của hệ phái này dựa trên nền tảng của Kinh thánh, tin có Chúa ba ngôi, tin loài người bị Thiên Chúa phạt vì tội của tổ phụ Adam và Eva, cuộc lễ bắt buộc của Giáo hội các Thánh hữu Ngày sau của Chúa Giêsu–Kitô là lễ Bắp têm, Tiệc Thánh. Giáo hội Mặc Môn có nhiều biểu tượng như Nhẫn Công lý, Cây sự sống, Giáo hội Mặc Môn lấy sách Kinh Thánh, sách Mặc Môn, sách Giáo lý và Giao ước, sách Trân châu vô giá làm cơ sở và nền tảng của giáo lý. Các tín hữu trong giáo hội này tin rằng đây là những sách Thánh Thư.
Giáo lý của giáo hội được tóm tắt trong 13 tín điều căn bản, bao gồm tin Đức Chúa Cha, Đức Chúa Con và Đức Thánh Linh tồn tại như ba nhân vật riêng biệt, môn đồ giáo phái này tin ở sự phục tùng các vua chúa, tổng thống, các nhà cai trị và các pháp quan cùng sự tuân theo, tôn trọng và tán trợ luật pháp quốc gia (đức tin này được giảng giải trong sách An Ma). Các hoạt động của Giáo hội Mặc Môn về cơ bản giống với giáo phái Tin lành như thánh ca, giảng luận, cầu nguyện. Các tín đồ của Giáo hội Mặc Môn tuân giữ chế độ ăn uống nghiêm ngặt gọi là Lời Thông sáng. Trong sinh hoạt đời thường, họ được giảng dạy kiêng rượu bia, thuốc lá,ma túy hoặc các chất gây nghiện, "thức uống nóng" (bao gồm cả cà phê) sẽ làm hại đến sức khỏe. Tín hữu của Giáo hội Mặc Môn cũng được giảng dạy không quan hệ tình dục trước hôn nhân, hay ngoại tình sau khi kết hôn (giữ gìn đức khiết tịnh theo Luật trinh khiết). Ngoài ra, những tín nhân Mặc Môn còn được khuyên bảo để tóc gọn gàng, tươm tất, ăn mặc trang nhã lịch sự trong mọi tình huống, hoàn cảnh.

## Giáo lý

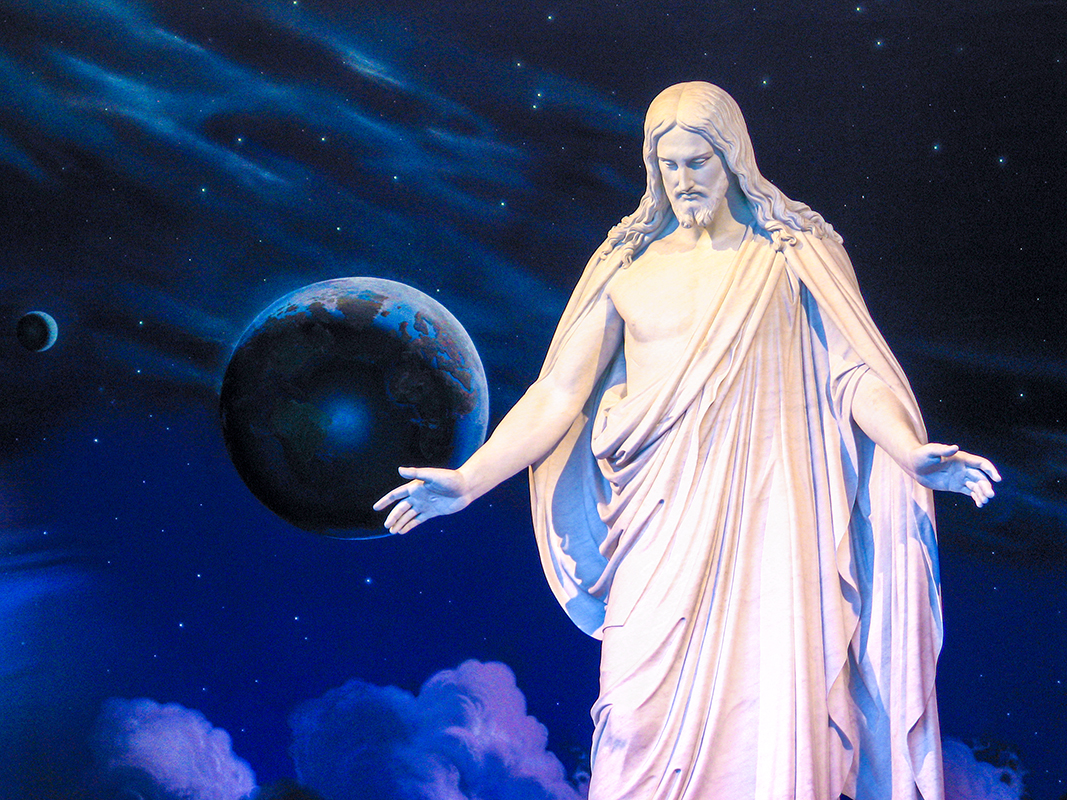
Chúa Giê-xu là một vị thần trong Mặc Môn giáo

Thần học Mặc Môn bao gồm các niềm tin Kitô giáo chính thống với những sửa đổi bắt nguồn từ niềm tin vào những điều mặc khải đối với Smith và các nhà lãnh đạo tôn giáo khác. Điều này bao gồm việc sử dụng và tin tưởng vào Kinh thánh và các văn tự tôn giáo khác, bao gồm Giáo lý và Giao ước và Trân châu vô giá. Đạo Mặc Môn bao gồm các giáo lý quan trọng về hôn nhân vĩnh cửu, sự tiến triển vĩnh cửu, rửa tội cho người chết, chế độ đa thê hoặc hôn nhân số nhiều, sự thanh khiết về mặt tình dục, bảo vệ sức khỏe theo Lời Thông sáng, kiêng ăn và Tuân thủ ngày Sa-bát. Bản thân thần học không đồng nhất nên ngay từ năm 1831, và đáng kể nhất là sau cái chết của Smith, nhiều nhóm khác nhau đã tách ra khỏi Giáo hội Chúa Kitô mà Smith thành lập.
Ngoài sự khác biệt về khả năng lãnh đạo, các nhóm này khác biệt đáng kể nhất về quan điểm của họ đối với chế độ đa thê, điều mà Giáo hội LDS có trụ sở tại Utah đã cấm vào năm 1890 và thuyết Ba ngôi, điều mà Giáo hội LDS không khẳng định. Nhánh thần học tìm cách duy trì chế độ đa thê được gọi là Thuyết Mặc Môn chính thống và bao gồm một số giáo hội khác nhau. Các nhóm khác khẳng định thuyết Ba Ngôi, chẳng hạn như Cộng đồng Chúa Kitô (trước đây là Giáo hội được tổ chức lại của Chúa Giêsu Kitô Các Thánh Hữu Ngày Sau), và mô tả học thuyết của họ là Ba Ngôi của Nhà thờ Cơ đốc giáo phục hồi. Các tín nhân của Giáo hội Các Thánh hữu Ngày sau của Chúa Giê Su Ky Tô tin vào sự tập hợp theo nghĩa đen của Y Sơ Ra Ên rằng tất cả các bộ lạc đã mất sẽ được trở lại và tập hợp lại với nhau vào khoảng thời gian Chúa Giê Su Ky Tô tái lâm.
Sự tôn cao là niềm tin trong đạo Mặc Môn rằng sau khi chết, một số người sẽ đạt được mức độ cứu rỗi cao nhất trong vương quốc thiên thể và sống vĩnh viễn trước sự hiện diện của Chúa, tiếp tục như những gia đình, trở thành các vị thần, tạo ra thế giới và tạo ra những đứa con tinh thần mà họ sẽ trị vì. Trong giáo phái Mặc Môn lớn nhất là Giáo hội Các Thánh hữu Ngày sau của Chúa Giêsu Kitô (Nhà thờ LDS), các nhà lãnh đạo hàng đầu đã dạy rằng Chúa muốn toàn thể nhân loại được tôn vinh và rằng con người là "các vị thần trong phôi thai". Một câu trong kinh thánh được phong thánh của Giáo hội LDS nói rằng những người được tôn vinh sẽ trở thành các vị thần và một tuyên bố năm 1925 từ cơ quan quản lý cao nhất của nhà thờ nói rằng "Tất cả đàn ông và phụ nữ đều giống nhau với Cha và Mẹ [và] có khả năng, bằng trải nghiệm qua các thời đại và niên đại, có khả năng tiến hóa thành Thần" Giáo hội LDS dạy rằng thông qua sự tôn cao, các tín đồ có thể trở thành người đồng thừa kế với Chúa Giê-su Christ. Một câu trích dẫn phổ biến của tín nhân Mặc Môn thường được cho là của sứ đồ đầu tiên Lorenzo Snow vào năm 1837 là "Đức Chúa Trời cũng từng là con người như con người ngày nay; vậy nên con người cũng có thể trở thành Đức Chúa Trời.".
Trong đạo Mặc Môn chính thống, thuật ngữ Chúa Trời  thường đề cập đến Chúa Cha trong Kinh thánh hay còn gọi là Cha Thiên thượng (Heavenly Father), người mà Các Thánh hữu Ngày sau gọi là Elohim, và thuật ngữ Thượng Đế (Godhead) dùng để chỉ một hội đồng gồm ba vị thần riêng biệt bao gồm Thiên Chúa Cha, Chúa Giêsu Kitô (vị Nam tử của Thượng đế, người Các Thánh Hữu Ngày Sau được gọi là Jehovah) và Chúa Thánh Thần (các biến thể giáo phái Cơ đốc giáo) gọi là Đức Thánh Linh. Các Thánh Hữu Ngày Sau tin rằng Đức Chúa Cha, Đức Con và Đức Thánh Linh là ba đấng riêng biệt, và Đức Chúa Cha và Chúa Giê-su có thể xác hoàn thiện, được tôn vinh, trong khi Đức Thánh Linh là một linh hồn không có thể xác. Các Thánh hữu Ngày sau cũng tin rằng có các vị thần và nữ thần khác ngoài Thiên chủ, chẳng hạn như Mẹ Thiên thượng—người đã kết hôn với Đức Chúa Cha (Cha Thiên thượng) —và các Thánh hữu Ngày sau trung thành có thể trở thành các vị thần thánh ở thế giới bên kia.
Joseph Smith đã truyền rằng Đức Chúa Trời đã từng là một con người từ một hành tinh khác trước khi được tôn vinh thành một vị Thần. Quan niệm này khác với thuyết Ba Ngôi truyền thống của Cơ đốc giáo ở một số điểm, một trong số đó là việc Mặc Môn giáo đã không tiếp tục giữ giáo lý của Tín biểu Nicea, rằng Chúa Cha, Chúa Con và Chúa Thánh Thần là của đồng bản thể (Homoousion), là một bản thể. Ngoài ra, đạo Mặc Môn truyền rằng trí thông minh ẩn chứa trong mỗi con người là vĩnh cửu với Chúa. Những tín nhân Mặc Môn sử dụng thuật ngữ "toàn năng" để mô tả Thiên Chúa và coi Ngài là đấng sáng tạo, họ hiểu Ngài là toàn năng và vĩnh cửu nhưng tuân theo quy luật tự nhiên vĩnh cửu chi phối trí tuệ, công lý và bản chất vĩnh cửu của vật chất (Thiên Chúa cơ cấu thế giới nhưng không tạo ra nó từ hư vô). Quan niệm của tín nhân Mặc Môn về bản thể của Chúa Chúa cũng khác biệt đáng kể với đạo Do Thái trong thuyết độc thần, trong đó Elohim (אֱלֹהִים) trong Kinh thánh tiếng Do Thái là một quan niệm hoàn toàn khác. Mô tả này về Thiện Chúa đại diện cho Mặc Môn chính thống, được chính thức hóa vào năm 1915, các hệ phái đạo Mặc Môn đã áp dụng các quan điểm khác nhau về thần, chẳng hạn như học thuyết Chúa Adam (rằng Adam là "Cha của chúng ta và Thiên Chúa của chúng ta, và là Thiên Chúa duy nhất mà chúng ta phải thờ phượng") và Thuyết Ba Ngôi.

## Chú thích

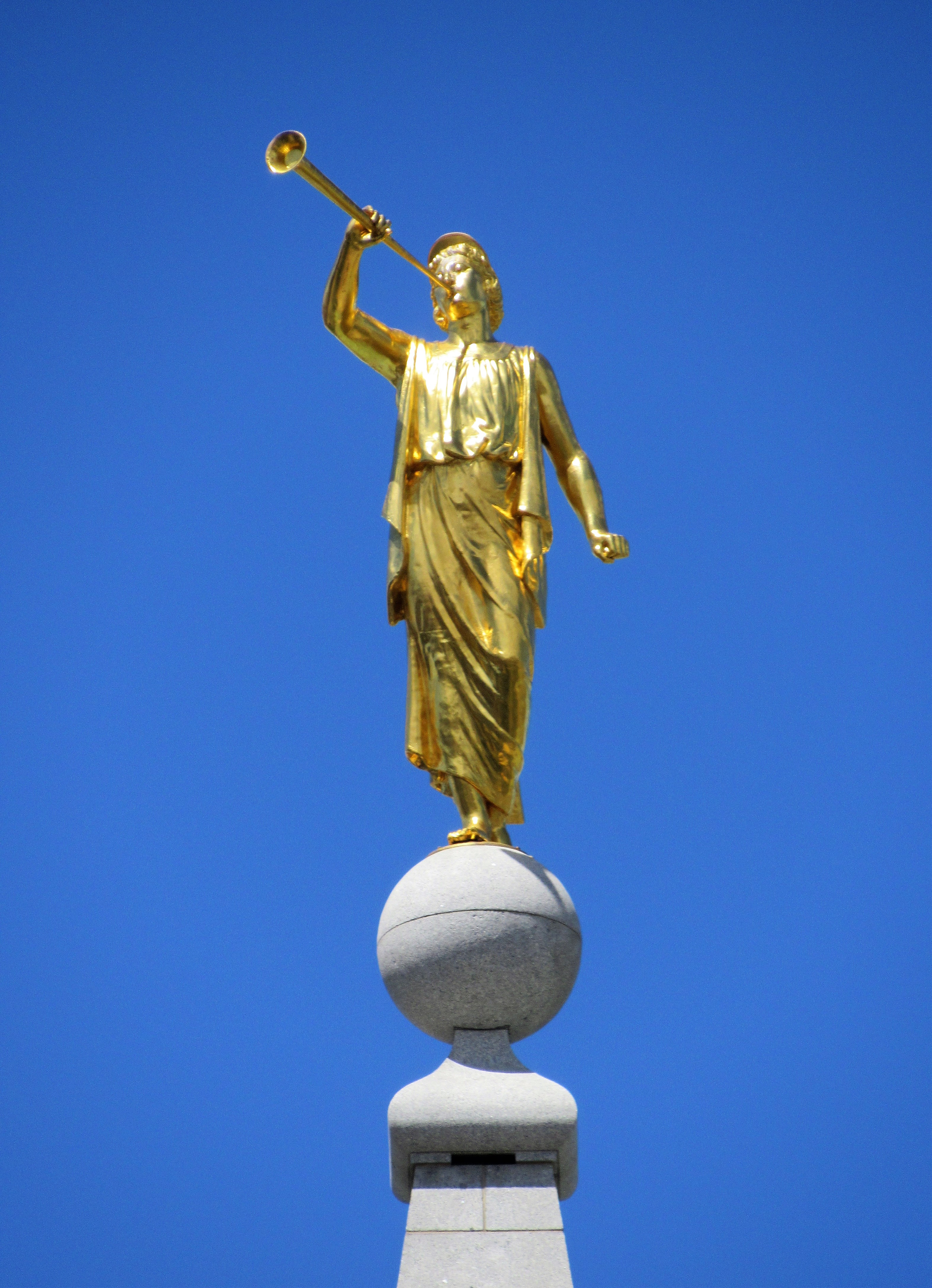
Tượng thiên thần Moroni thổi kèn